# Super ShowDown (2019)
 O Super Showdown (2019) foi um evento de luta livre profissional produzido pela WWE e transmitido em formato pay-per-view pelo WWE Network e contou com a participação de lutadores do Raw, SmackDown e 205 Live. O evento aconteceu no dia 7 de junho de 2019, no Estádio Internacional King Abdullah Sports City, em Jeddah, na Arábia Saudita . Foi o segundo evento da WWE promovido sob a cronologia Super ShowDown e o terceiro evento sob a parceria de 10 anos da WWE, apoiando a Saudi Vision 2030.
Dez lutas foram disputadas no evento, incluindo uma no pré-show. No evento principal, The Undertaker derrotou Goldberg no que foi a primeira luta entre eles. Em outras lutas importantes, Seth Rollins derrotou o Baron Corbin para manter o Campeonato Universal, Shane McMahon derrotou Roman Reigns e Kofi Kingston derrotou Dolph Ziggler para manter o Campeonato da WWE . O evento também foi notável por ter a maior battle royal da WWE com um total de 51 participantes, embora originalmente agendado para 50. Foi vencido por Mansoor, um estreante na WWE da Arábia Saudita que assinou com a empresa após o evento Greatest Royal Rumble de 2018 e apareceu no NXT e NXT UK.
O evento recebeu críticas mistas dos críticos, com o final do evento principal sendo particularmente criticado.

## Produção

### Antes do Evento
No início de 2018, a WWE iniciou uma parceria estratégica multiplataforma de 10 anos com a General Sports Authority em apoio ao Saudi Vision 2030, o programa de reforma social e econômica da Arábia Saudita . O primeiro evento dessa nova parceria, o Greatest Royal Rumble, foi realizado no Estádio Internacional King Abdullah Sports City, em Jeddah, em 27 de abril de 2018. O terceiro evento, Super ShowDown, foi anunciado para ocorrer em 7 de junho de 2019, no mesmo local. Isso também marcou o segundo evento sob a cronologia do Super ShowDown, o primeiro realizado em 6 de outubro de 2018 em Melbourne, Victoria, Austrália .

### Lutadores ausentes do evento
Da mesma forma que os dois eventos anteriores da WWE na Arábia Saudita - Great Royal Royal Rumble e Crown Jewel (ambos no ano anterior) - vários lutadores da WWE não foram autorizados ou recusaram-se a participar do Super ShowDown devido ao fato de ocorrer na Arábia Saudita.
John Cena e Daniel Bryan, que já haviam se recusado a participar do evento Crown Jewel após o assassinato de Jamal Khashoggi, também se recusaram a participar do Super ShowDown. As razões de Bryan para se recusar a comparecer na Crown Jewel também incluíam o tratamento de pessoas LGBT pelo país e por causa da proibição de Sami Zayn do evento Greatest Royal Rumble.
A WWE optou por não colocar Aleister Black no programa, supostamente por causa do medo de o simbolismo religioso em algumas de suas tatuagens ser ofensivo para seus anfitriões sauditas.
Sami Zayn, que anteriormente não havia sido autorizado a competir no Greatest Rumble Royal por ser de ascendência síria, já que a Arábia Saudita estreitou relações com a Síria, também se recusou a participar do Super ShowDown. Kevin Owens também se recusou a participar do Super ShowDown em apoio a Zayn, seu amigo. Owens teria lutado contra Kofi Kingston pelo Campeonato da WWE, levando a WWE a o trocar por Dolph Ziggler, que estava inativo desde janeiro para se concentrar em sua carreira de comediante, para substituí-lo.
Devido aos direitos limitados que as mulheres têm na Arábia Saudita, todas as lutadoras da WWE são proibidas de participar de eventos da WWE no país. Poucas horas antes do Super ShowDown, no entanto, surgiram relatos de que a WWE estava tentando adicionar uma luta feminina ao card, o que teria visto Alexa Bliss enfrentar Natalya . As duas mulheres se juntaram ao pessoal da WWE para a viagem, mas a luta foi rejeitada pelo governo da Arábia Saudita .

### Histórias
O card consistia em dez lutas, incluindo uma no pré-show. As lutas resultaram de histórias com roteiro, onde os lutadores retratavam heróis, vilões ou personagens menos distinguíveis em eventos com roteiro que criaram tensão e culminaram em uma luta ou série de lutas, com resultados predeterminados pelos escritores da WWE nas marcas Raw, SmackDown e 205 Live.. As histórias foram produzidas nos programas de televisão semanais da WWE, Monday Night Raw e SmackDown Live .
Em 13 de maio de 2019, uma luta entre Goldberg e The Undertaker foi agendada para o Super ShowDown, marcando a primeira luta individual entre eles. A última luta de Goldberg ocorreu na WrestleMania 33 em abril de 2017.
Uma luta entre Triple H e Randy Orton também foi agendada. Uma promoção foi ao ar durante o episódio de 21 de maio do SmackDown, recapitulando as várias rivalidades dos dois que começaram originalmente em 2004, quando Orton venceu o (agora aposentado) Campeonato Mundial de Pesos Pesados, resultando em Triple H se voltando contra ele e expulsando-o de sua stable, o Evolution .
Também em 13 de maio, foi agendada uma battle royal de 50 homens, marcando a maior battle royal da história da WWE.
Uma luta entre Braun Strowman e Bobby Lashley foi agendada em 18 de maio. No episódio de Raw de 3 de junho, Strowman e Lashley competiram em uma luta de queda de braço onde Strowman venceu, depois, Lashley atacou Strowman com um Running Powerslam.
No episódio de Raw de 15 de abril, Andrade derrotou o campeão Intercontinental Finn Bálor em uma luta sem título. Bálor foi posteriormente transferido para o SmackDown na noite seguinte durante o Superstar Shake-up . Andrade, junto com sua manager Zelina Vega, foram então transferidos de volta para o SmackDown na semana seguinte e Bálor e Andrade participaram da luta de escadas masculina do Money in the Bank no evento de mesmo nome onde ambos brigaram entre si. finalmente. Bálor estava então programado para defender o Campeonato Intercontinental contra a Andrade no Super ShowDown.
No episódio de 16 de abril do SmackDown, depois que o presidente e CEO da WWE, Vince McMahon, apresentou Elias como "a maior aquisição na história do SmackDown", eles foram interrompidos por Roman Reigns, que atacou Elias e Mr. McMahon . Na semana seguinte, Shane McMahon desafiou Reigns a lutar por atacar seu pai. Quando Reigns saiu, ele foi atacado por trás por Elias, que foi auxiliado por Shane em atacar Reigns. No episódio de 20 de maio de Raw, Reigns, que apareceu pela regra wild card, foi interrompido por Shane, que ainda estava incomodado com o ataque de Reigns ao pai. Reigns então desafiou Shane para uma luta que Shane aceitou no Super ShowDown.
No episódio de 21 de maio do SmackDown, Dolph Ziggler, que estava inativo desde o evento Royal Rumble de janeiro, fez um retorno surpresa e atacou Kofi Kingston. Ziggler,  mais tarde explicou que deveria ter sido ele a ganhar a oportunidade de ir a WrestleMania 35 e vencer o Campeonato da WWE em vez de Kingston. Ele então disse que derrotaria Kingston pelo título no Super ShowDown, que foi oficializado.
No Money in the Bank, Seth Rollins manteve o Campeonato Universal contra AJ Styles . No Raw, na noite seguinte, Baron Corbin se ofendeu com o fato de Styles ter conquistado uma luta pelo título, apesar de Corbin já ter derrotado Rollins em uma luta de duplas. Na semana seguinte, Styles estava programado para participar de uma luta fatal four-way para ter outra oportunidade contra Rollins no Super ShowDown, mas ainda estava incapacitado devido a lesão sofrida em sua luta no Money in the Bank, e foi substituído por Corbin, que atacou Styles enquanto o último estava na sala de treinamento. Corbin então derrotou Braun Strowman, Bobby Lashley e The Miz em uma luta fatal four-way de eliminação para ganhar a luta pelo título.
No Money in the Bank, o Lucha House Party ( Kalisto, Gran Metalik e Lince Dorado ) foram para uma luta, mas foram atacadas aleatoriamente por Lars Sullivan e a luta nunca ocorreu. Na noite seguinte, no Raw, quando Sullivan estava prestes a ser entrevistado em relação ao incidente, Lucha House Party interrompeu e atacou Sullivan, que os afastou. Uma luta handicap 3 x 1 de Sullivan contra Lucha House Party foi marcada para o Super ShowDown.
Depois de serem transferidos para o Raw no Superstar Shake-up, The Usos ( Jey Uso e Jimmy Uso ) começou uma rivalidade com The Revival ( Scott Dawson e Dash Wilder ), onde os Usos repetidamente envergonharam o Revival em inúmeras ocasiões. As duas equipes se enfrentaram no episódio de 20 de maio de Raw, onde The Revival foi vitorioso. Outra partida foi agendada para o pré-show do Super ShowDown Kickoff.

## Evento
| Função:                    | Nome:              |
| -------------------------- | ------------------ |
| Comentaristas em inglês    | Michael Cole       |
| Comentaristas em inglês    | Corey Graves       |
| Comentaristas em inglês    | Renee Young        |
| Comentaristas árabes       | Faisal Almughaisib |
| Comentaristas árabes       | Sultan Alharbi     |
| Comentaristas árabes       | Jude Aldajani      |
| Anunciador de ringue       | Greg Hamilton      |
| Árbitros                   | Jason Ayers        |
| Árbitros                   | Shawn Bennett      |
| Árbitros                   | Mike Chioda        |
| Árbitros                   | John Cone          |
| Árbitros                   | Dan Engler         |
| Árbitros                   | Charles Robinson   |
| Entrevistador              | Byron Saxton       |
| Apresentadores do pré-show | Charly Caruso      |
| Apresentadores do pré-show | David Otunga       |
| Apresentadores do pré-show | Beth Phoenix       |

### Pré-show
Durante o pré-show do Super ShowDo, The Usos (Jey Uso e Jimmy Uso) enfrentaram o The Revival (Scott Dawson e Dash Wilder). No final, Jimmy e Jey fizeram um "Superkick" em Dawson e Wilder, respectivamente, seguido de um "Superkick" duplo em Dawson para vencer a luta.

### Lutas preliminares
O pay-per-view foi aberto com Seth Rollins defendendo o Campeonato Universal contra o Baron Corbin. Corbin concentrou-se nas costelas lesionadas de Rollins durante a maior parte da luta. Durante a luta, Corbin discutia continuamente com o árbitro John Cone sempre que Rollins escapava do pin. A luta acapou quando Corbin tentou usar uma cadeira apenas para Cone intervir, levando a outro argumento entre Corbin e Cone. Rollins aproveitou a situação e aplicou um rolled-up em Corbin para manter o título. Após a luta, Corbin atacou Rollins com o "End of Days". Brock Lesnar apareceu, ao lado de Paul Heyman, para usar seu contrato do Money in the Bank em Rollins. Enquanto Heyman entrava no ringue para entregar o contrato ao árbitro, Heyman tropeçou no cabo, o que distraiu Lesnar. Rollins deu um golpe baixo em Lesnar, o atacou com a cadeira de aço e aplicou o "The Stomp" em cima da maleta. Devido ao acidente de Heyman, o contrato nunca foi usado, portanto Lesnar manteve o contrato.
Em seguida, "The Demon" Finn Bálor defendeu o Campeonato Intercontinental contra Andrade. No final, Bálor executou o "1916" em Andrade, seguido pelo "Coup de Grace" para manter o título.
Depois disso, Roman Reigns enfrentou Shane McMahon (que estava acompanhado por Drew McIntyre ). Enquanto Reigns tentava um "Superman Punch", Shane executou um chop block em Reigns no ar. Shane aplicou um "triângulo de estrangulamento" em Reigns, Reigns levantou Shane para um "Powerbomb". Shane aplicou um "Spear" em Reigns. No final, Reigns deu um soco em Shane, fazendo com que Shane esbarrasse no árbitro. Com o árbitro caído, McIntyre atacou Reigns com um "Claymore", permitindo a Shane derrotar Reigns para vencer a luta.
Depois disso, Lars Sullivan enfrentou Lucha House Party (Kalisto, Gran Metalik e Lince Dorado) em uma luta de handicap 3-x-1. Sullivan dominou a maior parte da luta até Lucha House Party atacar Sullivan, fazendo com que eles fossem desqualificados. Após a luta, Sullivan subiu a rampa e atacou o trio.
Em seguida, Triple H enfrentou Randy Orton em sua primeira luta individual desde 2010. Orton executou um "RKO" em Triple H mas não conseguiu vencer. Orton então foi para o "Punt Kick", Triple H pegou o pé de Orton e executou um "Pedigree" em Orton mas também não conseguiu vencer, Triple H aplicou o "Crossface" em Orton, mas Orton alcançou as cordas para forçar a ruptura. Fora do ringue, Triple H jogou Orton na mesa dos comentaristas várias vezes. No final, Orton realizou um segundo "RKO" em Triple H para vencer a luta.
Na luta seguinte, Braun Strowman enfrentou Bobby Lashley. Lashley fez um "Running Powerslam" em Strowman mas foi insuficiente para vencer, Strowman fez seu próprio "Running Powerslam" em Lashley mas também não conseguiu vencer. No final, Strowman realizou dois "Running Powerslams" em Lashley para vencer a luta.
Em seguida, Kofi Kingston (acompanhado por Xavier Woods ) defendeu o Campeonato da WWE contra Dolph Ziggler. Kingston fez um "SOS" em Ziggler mas esse escapou da contagem. No final, Ziggler executou um "Superkick" em Woods fora do ringue e, enquanto o árbitro estava distraído, Woods chutou Ziggler, o que permitiu a Kingston executar "Trouble in Paradise" em Ziggler para manter o título.
O penúltimo combate foi o originalmente marcado para 50 homens, , mas tinha 51 participantes. Mansoor, uma estrela do NXT da Arábia Saudita, eliminou Elias por último para vencer a luta.

### Evento principal
O evento principal foi a primeira luta na história entre The Undertaker e Goldberg. Goldberg começou executando dois spears em Undertaker. Enquanto Undertaker tentava um Chokeslam, Goldberg se opunha a uma finalização de bloqueio de perna, no entanto, The Undertaker conseguiu alcançar as cordas. Enquanto Goldberg tentava um terceiro spear, Undertaker se esquivou e fez Goldberg colidir com o poste, abrindo a cabeça. Isso deu a Undertaker a vantagem e ele foi capaz de executar o Old School. Ele então executou um Chokeslam e um Tombstone Piledriver mas Goldberg fez o kick-out. Goldberg reverteu um big boot e executou outro spear. Ele então executou um Jackhammer mas não fechou a luta.Enquanto Goldberg tentava um Tombstone Piledriver, os dois homens caíram - o último de vários botches que ocorreram durante a luta. The Undertaker realizou um segundo Chokeslam em Goldberg para vencer a luta.

## Recepção
O evento recebeu críticas negativas dos críticos, com o final do evento principal sendo particularmente criticado.
Dave Meltzer, do Wrestling Observer Newsletter, escreveu que o Super Showdown "não foi um grande show. Ele ficou entre os piores resultados da pesquisa da nossa história ", com 99,0% dos 192 participantes do boletim informativo dando uma" reprovação "ao programa (apenas um eleitor atribuiu ao programa uma classificação" aprovação "). Meltzer declarou que a multidão de 21.000 pessoas estava "nem perto do ponto máximo", como no show do ano passado, e que era altamente provável que o show fosse o pay-per-view principal menos assistido da WWE em 2019. O único ponto positivo para Meltzer foi a grande recepção da multidão à vitória de Mansoor, mas "isso acabou não significando nada" quando Mansoor não apareceu nos próximos shows da WWE. Meltzer concluiu que, ao fazer o show, a WWE "arrecadou US $ 40 milhões em dinheiro e ignorou suas opiniões públicas sobre mulheres, diversidade e intolerância para coletar o dinheiro. Eles o encobriram com sua própria propaganda, a ideia de que eles estavam lá para colocar sorrisos nos rostos das crianças. "
Wade Keller, da Pro Wrestling Torch, declarou que o evento foi "absolutamente nada que valha a pena assistir", sem lutas chegando a 3 em 5 estrelas, atribuindo isso ao "calor", o que afetaria o desempenho dos lutadores, "e talvez karma geral". A luta com maior pontuação foi Orton-HHH em 2,75, que foi bem recebida pela plateia ao vivo e teve "o acabamento certo", mas foi "desnecessariamente longa". Keller classificou Balor-Andrade 2: "totalmente sem inspiração e esquecível", enquanto Kingston-Ziggler recebeu 1,5: "Decente, mas totalmente ignorável". Keller classificou Goldberg-Undertaker 0,75 como muito "ambicioso".
Justin Barrasso, da Sports Illustrated, descreveu que "o card inteiro do evento não estava nem perto do nível estabelecido no pay per view do Money in the Bank em maio" e que a parceria contínua da WWE com o Reino da Arábia Saudita "não é uma boa aparência". Barasso sentiu que a vitória de Shane McMahon "era a decisão certa"; que o evento principal viu "duas lendas se esforçando para entregar" e que a fórmula do house show "agora está um pouco antiquada", resultando em programas como o Super Showdown falhando em "satisfazer o hype". Além disso, a "reserva não ajudou", pois "outro cash-in prometido por Brock Lesnar"  "falhou", enquanto dois campeões babyface em Seth Rollins e Kofi Kingston não conseguiram vencer apenas por seus próprios méritos.
Jason Powell, da Pro Wrestling Dot Net, escreveu que "o show ocorreu sem intercorrências e parecia mais longo do que realmente era". Os primeiros seis minutos do evento principal "foram a única parte do show que pagou até o faturamento deste evento igual à WrestleMania", mas o evento principal terminou de uma maneira "muito ruim". Powell comentou que era "estranho" como a Lucha House Party estava protegida pela final da desqualificação, mas que foi soprada por Sullivan depois da partida. Powell descreveu Balor-Andrade como "decente e ainda imemorável".  Enquanto isso, a tag Usos-Revival no pré-show foi "rápida e sólida".
Mike Tedesco afirmou que o Super Showdown era "apenas um show com um evento principal ruim" que apresentava um final "terrível". Nas outras partidas, Tedesco sentiu a batalha royale "absolutamente fedida" devido ao anel superlotado; Strowman-Lashley não era "nada de especial", Rollins-Corbin era "básico", mas Balor-Andrade era "impressionante". HHH-Orton era "um pouco longo demais" e teria sido melhor se "tivesse sido cortado pela metade".
O evento principal foi fortemente criticado. Matt Riddle criticou Goldberg, chamando-o de "o pior lutador do ramo" e "inseguro, perigoso e um passivo para todos os outros". No entanto, os lutadores profissionais Mark Henry e Ric Flair defenderam os participantes. Flair disse que os dois tiveram uma partida ruim por não serem lutadores regulares e Goldberg saiu da aposentadoria. Henry disse que "ambos merecem melhor que isso", já que Goldberg terminou a partida apesar de sua concussão. Goldberg chamou sua partida contra o Undertaker "a tempestade perfeita do lixo". Dave Meltzer, durante a Wrestling Observer Radio, disse que "a maioria das pessoas sabia que não deveria ter ido" e algumas delas sabiam que a reserva seria "horrível". Samoa Joe, que lutou na batalha real, disse que a partida era "uma cena caótica" e "Era o inferno naquele ringue". .

## Após o evento
Após a battle royal de 51 homens no Super ShowDown, várias lutas foram confirmadas para o próximo evento da WWE, Stomping Grounds . Isso incluiu uma revanche entre o campeão universal Seth Rollins e Baron Corbin, uma revanche entre o campeão da WWE Kofi Kingston e Dolph Ziggler em uma steel cage, uma luta entre Roman Reigns e Drew McIntyre e uma revanche de Money in the Bank entre a campeã Raw Women Becky Lynch e Lacey Evans .
No Raw seguinte, Baron Corbin recebeu permissão dos oficiais da WWE para escolher um árbitro convidado especial para sua revanche com Seth Rollins. The Revival (Scott Dawson e Dash Wilder) e The Usos (Jey Uso e Jimmy Uso) competiram em uma luta triple threat contra os campeões de Duplas do Raw Curt Hawkins e Zack Ryder, que o The Revival venceu para se tornar o novo campeão. Lars Sullivan e Lucha House Party tiveram uma revanche que foi uma partida de eliminação de handicap 3 em 1 que Sullivan venceu. Braun Strowman e Bobby Lashley competiram em uma luta de seis homens em que Strowman se uniu a The Miz e Ricochet para derrotar o time de Lashley, Samoa Joe e Cesaro . Devido ao incidente no Super ShowDown, Paul Heyman afirmou que eles não seriam revelados quando Brock Lesnar decidir descontar seu contrato Money in the Bank. Shane McMahon e Drew McIntyre realizaram uma comemoração pela vitória de Shane sobre Roman Reigns, e McIntyre afirmou que ele destruiria Reigns em Stomping Grounds.
No SmackDown, The New Day (campeão da WWE Kofi Kingston, Big E e Xavier Woods) derrotou o time de Dolph Ziggler (agora parte do SmackDown), Kevin Owens e Sami Zayn - Zayn aparecendo pela regra do curinga.
Ali, que participou da batalha real, doou o dinheiro que ganhou do Super ShowDown para Charity: Water .

## Resultados
| Nº                                          | Resultados                                                                                           | Estipulações                                     | Tempo |
| ------------------------------------------- | --- | ------------------------------------------------ | ----- |
| Pré- show                                   | The Usos (Jey Uso e Jimmy Uso) derrotaram The Revival (Scott Dawson e Dash Wilder)                   | Luta de duplas                                   | 7:15  |
| 2                                           | Seth Rollins (c) derrotou Baron Corbin                                                               | Luta individual pelo Campeonato Universal        | 11:15 |
| 3                                           | "The Demon" Finn Bálor (c) derrotou Andrade                                                          | Luta individual pelo Campeonato Intercontinental | 11:35 |
| 4                                           | Shane McMahon (com Drew McIntyre) derrotou Roman Reigns                                              | Luta Individual                                  | 9:15  |
| 5                                           | Lars Sullivan derrotou Lucha House Party (Gran Metalik, Kalisto, e Lince Dorado) por desqualificação | Luta handicap                                    | 5:15  |
| 6                                           | Randy Orton derrotou Triple H                                                                        | Luta individual                                  | 25:45 |
| 7                                           | Braun Strowman derrotou Bobby Lashley                                                                | Luta individual                                  | 8:20  |
| 8                                           | Kofi Kingston (c) (com Xavier Woods) derrotou Dolph Ziggler                                          | Luta individual pelo Campeonato da WWE           | 10:15 |
| 9                                           | Mansoor venceu eliminando por último Elias                                                           | 51-Man Battle Royal                              | 17:58 |
| 10                                          | The Undertaker derrotou Goldberg                                                                     | Luta individual                                  | 9:35  |
| (c) – Refere-se aos campeões antes da luta. | |                                                  |       |

1. ↑  Outros competidores por ordem de eliminação: EC3, Sunil Singh, Samir Singh, Karl Anderson, Eric Young, Humberto Carrillo, Mike Kanellis, Luke Gallows, Heath Slater, Curtis Axel, Oney Lorcan, Akira Tozawa, Bo Dallas, No Way Jose, Mojo Rawley, The Brian Kendrick, Drew Gulak, Tony Nese, Tucker, Akam, Rezar, Ivar, Erik, Titus O'Neil, Buddy Murphy, Shelton Benjamin, Zack Ryder, Curt Hawkins, Chad Gable, Apollo Crews, Jinder Mahal, Otis, Xavier Woods, Rowan, Jey Uso, Jimmy Uso, Dash Wilder, Scott Dawson, Matt Hardy, Cedric Alexander, Shinsuke Nakamura, Sin Cara, Rusev, Robert Roode, The Miz, Samoa Joe, Ali, Ricochet, e Cesaro.